# Daultala
Daultala é uma cidade do Paquistão localizada na província de Punjab.